# Нетконг (Њу Џерзи)
Нетконг (енгл. Netcong) град је у америчкој савезној држави Њу Џерзи.

## Демографија
По попису из 2010. године број становника је 3.232, што је 652 (25,3%) становника више него 2000. године.
| Група             | 2000.         | 2010.         |
| Белци             | 2.290 (88,8%) | 2.410 (74,6%) |
| Афроамериканци    | 31 (1,2%)     | 126 (3,9%)    |
| Азијати           | 43 (1,7%)     | 90 (2,8%)     |
| Хиспаноамериканци | 184 (7,1%)    | 572 (17,7%)   |
| Укупно            | 2.580         | 3.232         |